# Piper PA-30 Twin Comanche
Za enomotorni Comanche glej članek: Piper PA-24 Comanche
Piper PA-30, PA-39 Twin Comanche (ICAO oznaka: PA30) je dvomotorno nizkokrilno propelersko športno letalo ameriškega proizvajalca Piper Aircraft, certificirano po FAR-23 (ZDA) oz. EASA CS-23 (EU) za VFR, IFR, NVFR, nočni IFR. Uporablja se za: osnovno šolanje pilotov na večmotorna letala, inštrumentalno šolanje, šolanje inštruktorjev večmotornih letal, nabiranje naleta bodočih inštruktorjev večmotornih letal, za športno letenje in prevoze. Piper Twin Comanche je prvo sodobno Piperjevo dvomotorno letalo in je bilo namenjeno zamenjavi zastarelega modela Piper PA-23 Apache, na trgu pa je konkuriral letalom: Cessna 310, Beechcraft 76 Duchess, Beechcraft 95 Travel Air, Gulfstream American GA-7 Cougar. Velja za enega izmed najbolj ekonomičnih klasičnih dvomotornih letal, zaradi česar je zelo priljubljeno šolsko letalo, zato veliko letalskih šol raje uporablja vzdržljiva stara letala, kot pa da bi jih zamenjali za novejša. Štiri do šest sedežnik je sodobno zmogljivo dvomotorno letalo, ki je bil razvit iz enomotornega letala PA-24 Comanche, dvomotorec ima laminarni profil krila in rezervoarje na zaključku kril, kar mu daje večjo hitrost in manjši induciran upor kot stari generaciji Piperjevih kril.  
Kabina letala je 4 palce širša od Piper PA-44 Seminol, 3 palce širša kot Beechcraft Baron in 1 palec širša kot na letalu Cessna 210.  Odlikuje ga dobra ekonomija letenja z tipično porabo 15.5 gal/h (58,7 L/h) in potovalno hitrostjo 165 vozlov. Izboljšana različica z nasprotno vrtečimi se propelerji je bila označena kot Piper PA-39 Twin Comanche C/R. Proizvodnja je stekla leta 1963, izboljšano različico PA-39 so predstavili leta 1969, v proizvodnji je bila do leta 1972. Obstajajo tudi prisilno polnjene verzije z dograjenimi turbo polnilniki, ki leti na višini še nekoliko hitreje, vendar samo vzdržujejo morski tlak polnjena motorja (t.i. turbonormalizer).  
Twin Comanche velja za najvarčnejšega med tipičnimi klasičnimi šolskimi dvomotornimi letali: Piper PA-23 Apache, Piper PA-34 Seneca, Piper PA-44 Seminole, Beechcraft Baron, Beechcraft Twin Bonanza, Beechcraft Duchess, Beechcraft Travel Air in Cessna 310, razlog za visoko učinkovitost je v naprednejši aerodinamiki predvsem zaradi laminiranega profila krila in injektorskih motorjih ter učinkovitih propelerjih. 
Comanche PA-30 z dodatnimi rezervoarji drži rekord v preleteni razdalji v razredu lahkih dvomotornih letal in sicer 24. decembra 1964 od Cape Towna v Južni Afriki do Saint Petersburg na Floridi v razdalji 12.677 km v trajanju 56 ur in 8 minut.
V primerjavi s Piper PA-44 Seminolom Twin Comanche leti hitreje, nosi več, porabi manj goriva, se vzpenja hitreje, leti višje in tišje, vendar je Piper PA-44 ostal v proizvodnji, ker si deli večina delov z serijo PA-28, medtem ko je letalo PA-39 veliko bolj moderne aerodinamike. 
Leta 1972 je bila proizvodnja ustavljena, ko je hudo deževje zaradi orkana Agnes povzročilo veliko poplavo reke Susquehanna, ki je poplavila tovarno Lock Haven in uničila letala, dele in orodje ter stroje, potrebne za proizvodnjo. 

## Variante
Izdelane so bile tri različice PA30: original, model B in model C. Modela B in C lahko prevažata šest potnikov in ju je mogoče prepoznati po dodatnih stranskih steklih. Tovarniški turbo motorji so bili na voljo z modelom B. Turbo modele je mogoče prepoznati po prisotnosti zračnikov na straneh motorjev. Ti uporabljajo turbopolnilnike Rajay z ročnimi ventili, ki jih upravljata dvojna gumba pod kvadrantom plina. Pravilno jih imenujemo "turbonormalajzerji", ker sta kompresijsko razmerje in največji tlak v kolektorju ostala nespremenjena. Piloti morajo biti previdni, da se izognejo prekomernemu polnjenju na nizkih nadmorskih višinah, saj se ne uporabljajo izklopni ventili za preobremenitev.  Dva skrajna zadnja sedeža, ki zasedata prtljažni prostor, sta manjša.
PA-30 Twin Comanche
Štirisedežno dvomotorno letalo s kabino, ki ga poganjata dva motorja Lycoming IO-320-B1A s 160 KM (119 kW), nameščenih na krilih. Letalo je bilo na voljo v petih nivojih opreme:
Standardno
Po meri - dodatni instrumenti
Executive - dodatni instrumenti in radijska oprema
Sportsman - notranjost in zunanjost Palm Beach ter avtopilot AltiMatic II
Profesionalno - popolna IFR plošča
PA-30 Twin Comanche B
PA-30 s tretjim kabinskim oknom na vsaki strani in opcijskim petim ali šestim sedežem
PA-30 Turbo Twin Comanche
Turbonormalizirana različica PA-30B Twin Comanche, ki jo poganjata dva turbonormalizirana batna motorja Rajay IO-320-C1A
PA-30 Twin Comanche C
Twin Comanche B z novo instrumentno ploščo, stikali in drugimi manjšimi spremembami. Izbirna turbonormalizirana različica.
Prototip PA-30-200
Eksperimentalna varianta z dvema motorjema Lycoming s 200 KM, 1 izdelan
Prototip PA-30-290
Eksperimentalna različica z dvema motorjema Lycoming IO-540-G s 290 KM,  1 izdelan iz prototipa PA-30
PA-30 Twin Comanche D
Prvotna oznaka za PA-39.
PA-39 Twin Comanche C/R
PA-30 z nasprotno vrtečimi motorji Lycoming IO-320-B1A s 160 KM in spremenjenimi sprednjimi robovi kril
PA-39 Turbo Twin Comanche C/R
Turbopolnjena različica PA-39 Twin Comanche C/R
Prototip PA-40 Arapaho
Razvita in popolnoma certificirana različica PA-39 s popolnoma drugačnimi krili in obsežnimi modifikacijami trupa, 3 prototipi.

## Kulturni vpliv
Letalo Comanche PA-30/ PA-39 C/R nastopa v filmih:
- The Caper of the Golden Bulls 1967
- The Naked Runner 1967
- The Persuaders! 1971-1972
- Emraa Min Nar 1973
- Mark il poliziotto 1975
- The Return of the Pink Panther 1975
- Supply & Demand 1997
- American Made 2017
- Loving Pablo 2017

Letalo je tudi popularno v simulacijah in video igricah:
- Grand Theft Auto V 2013

## Specifikacije (PA-39)
Podatki iz Jane's All The World's Aircraft 1971–72
Splošne značilnosti
- Število sedežev: 4–6
- Dolžina: 25 ft 2 in (7,67 m)
- Razpon kril: 36 ft 9+1⁄2 in (11,214 m) (including tip tanks)
- Višina: 8 ft 3 in (2,51 m)
- Širina kabine: 45 in (1,14 m)
- Višina kabine: 47 in (1,19 m)
- Rezervoarji: 120 USGal AVGAS 100LL (454 litrov)
- Površina kril: 178 sq ft (16,5 m2)
- Vitkost: 7.28:1
- Aeroprofil: NACA 642A215 laminarni profil
- Teža praznega letala: 2.270 lb (1.030 kg)
- Maks. vzletna teža: 3.725 lb (1.690 kg)
- Kapaciteta goriva: 120 US gal (100 imp gal; 450 L) (with tip tanks)
- Maks. teža prtljage: 250 lb (110 kg)
- Maks. pristajalna teža: 3.600 lb (1.600 kg)
- Pogon letala: 2 × Lycoming IO-320-B1A air-cooled flat-four, 160 hp (120 kW)  vsak
- Propelerji: št. lopatic: 2 Hartzell HC-E2YL-27663-4, 6 ft 0 in (1,83 m) premer (counter-rotating)

Zmogljivost
- Maks. hitrost: 205 mph (330 km/h; 178 kn)
- Potovalna hitrost: 166–194 mph; 267–313 km/h (144–169 kn)
- Hitrost pri porušitvi vzgona: 76 mph (66 kn; 122 km/h)
- Neprekoračljiva hitrost: 230 mph (200 kn; 370 km/h)
- Doseg: 1.203 mi; 1.935 km (1.045 nmi)
- Višina leta (servisna): 18.600 ft (5.669 m) 5800 ft z enim motorjem
- Hitrost vzpenjanja: 1.460 ft/min (7,4 m/s) 260 ft/min (1,3 m/s) z enim motorjem na MTOM
- Obremenitev krila: 20,2 lb/sq ft (99 kg/m2)
- Pristajalna hitrost: 90 vozlov (167 km/h)
- Vzletna hitrost: 80 vozlov (148 km/h)
- Max hitrost vožnje pnevmatik: 140 vozlov (160mph, 258 km/h)
- Min kontrolna hitrost na enem motorju v zraku: 70 vozlov (130 km/h)
- Najboljša hitrost vzpenjanja: 97 vozlov (180 km/h)
- Najboljša hitrost vzpenjanja z nedelujočim motorjem: 91 vozlov (169 km/h)
- Hitrost odločitve prekinitve vzleta: 70-91 vozlov (130-169 km/h)
- Max hitrost zakrilc: 108 vozlov (200 km/h)
- Max hitrost premikanja koles: 130 vozlov (241 km/h)
- Max hitrost letenja z izvlečenimi kolesi: 130 vozlov (241 km/h)
- Max hitrost v turbolentnem ozračju: 141 vozlov (261 km/h)
- Take-off run to 50ft (15m) asphalt ISA MSL: 1.530 ft (470 m)
- Landing run from 50 ft (15 m) asphalt ISA MSL: 1.870 ft (570 m)

Letalska elektronika

BendixKing, Garmin, Electronics International, J.P. Instruments